# Saison 2021 de la Ligue canadienne de football
Navigation
2020 2022
2021 est la 63e saison de la Ligue canadienne de football et la 135e saison de football canadien depuis la fondation de la Canadian Rugby Football Union en 1884. La tenue d'une saison en 2021 a longtemps été dans l'incertitude à cause de la pandémie de Covid-19.

## Événements
Le 21 avril 2021, la LCF annonce un calendrier pour la saison 2021. La saison serait de 14 matchs au lieu des 18 habituels, et débuterait le 5 août pour se terminer au match de la coupe Grey le 12 décembre à Hamilton. Cependant, ce plan dépend des décisions des autorités de santé publique à travers le Canada. Il est possible que la saison ne puisse pas commencer en même temps dans toutes les villes.
Le calendrier définitif est dévoilé le 15 juin. La saison se déroule sur 16 semaines au lieu de 21 comme c'était le cas en 2018 et 2019. Le match de la coupe Grey est prévu le 12 décembre, soit deux semaines plus tard qu'à l'habitude ; c'est également la date la plus tardive de l'histoire de la coupe, le record précédent étant le 11 décembre en 1937.

### Bilan covid-19
Au terme de la saison régulière, la ligue annonce avoir administré 42 200 tests aux joueurs, entraîneurs et membres du personnel des équipes, dont seulement 34 se sont révélés positifs. Une seule éclosion est signalée, soit chez les Elks d'Edmonton le 21 août alors que neuf joueurs sont testés positifs. Le match entre les Elks et les Argonauts de Toronto prévu le 26 août est remis et finalement joué le 16 novembre.

## Classements
| Clt   | Équipe                 | PJ | V | D  | N | BP  | BC  | Pts |
| ----- | ---------------------- | -- | - | -- | - | --- | --- | --- |
| +001, | Argonauts de Toronto   | 14 | 9 | 5  | 0 | 309 | 318 | 18  |
| +002, | Tiger-Cats de Hamilton | 14 | 8 | 6  | 0 | 312 | 244 | 16  |
| +003, | Alouettes de Montréal  | 14 | 7 | 7  | 0 | 346 | 305 | 14  |
| +004, | Rouge et Noir d'Ottawa | 14 | 3 | 11 | 0 | 224 | 384 | 6   |

| Clt   | Équipe                           | PJ | V  | D  | N | BP  | BC  | Pts |
| ----- | -------------------------------- | -- | -- | -- | - | --- | --- | --- |
| +001, | Blue Bombers de Winnipeg         | 14 | 11 | 3  | 0 | 361 | 188 | 22  |
| +002, | Roughriders de la Saskatchewan   | 14 | 9  | 5  | 0 | 290 | 284 | 18  |
| +003, | Stampeders de Calgary            | 14 | 8  | 6  | 0 | 315 | 263 | 16  |
| +004, | Lions de la Colombie-Britannique | 14 | 5  | 9  | 0 | 312 | 351 | 10  |
| +005, | Elks d'Edmonton                  | 14 | 3  | 11 | 0 | 246 | 378 | 6   |

## Séries éliminatoires

### Demi-finale de la division Ouest
- 28 novembre : Stampeders de Calgary 30 - Roughriders de la Saskatchewan 33 (prol.)

### Finale de la division Ouest
- 5 décembre : Roughriders de la Saskatchewan 17 - Blue Bombers de Winnipeg 21

### Demi-finale de la division Est
- 28 novembre : Alouettes de Montréal 12 - Tiger-Cats de Hamilton 23

### Finale de la division Est
- 5 décembre : Tiger-Cats de Hamilton 27 - Argonauts de Toronto 19

### 108ecoupe Grey
- 12 décembre : Les Blue Bombers de Winnipeg gagnent 33-25 en prolongation contre les Tiger-Cats de Hamilton au stade Tim Hortons à Hamilton (Ontario).

## Honneurs individuels
- Joueur par excellence : Zach Collaros (QA), Blue Bombers de Winnipeg
- Joueur défensif par excellence : Adam Bighill (en) (SEC), Blue Bombers de Winnipeg
- Joueur canadien par excellence : Boseko Lokombo (en) (SEC), Lions de la Colombie-Britannique
- Joueur de ligne offensive par excellence : Stanley Bryant (en) (BL), Blue Bombers de Winnipeg
- Recrue par excellence : Jordan Williams (en) (SEC), Lions de la Colombie-Britannique
- Joueur des unités spéciales par excellence : DeVonte Dedmon (en) (SRB), Rouge et Noir d'Ottawa